# Gérard Pichot
Pour les articles homonymes, voir Pichot.
 (juin 2025).
Motif : Aucune source secondaire n'atteste une notoriété d'envergure nationale
- Archive Wikiwix
- Bing
- Cairn
- DuckDuckGo
- E. Universalis
- Gallica
- Google
- G. Books
- G. News
- G. Scholar
- Persée
- Qwant
- (zh) Baidu
- (ru) Yandex
- (wd) trouver des œuvres sur Wikidata

| 1. | Préciser le motif de la pose du bandeau. | Précisez le motif de la pose du bandeau en utilisant la syntaxe suivante : {{admissibilité à vérifier\|date=juin 2025\|motif=remplacez ce texte par le motif}}                     |
| 2. | Informer les utilisateurs concernés.     | Pensez à avertir le créateur de l'article, par exemple, en insérant le code ci-dessous sur sa page de discussion : {{subst:avertissement admissibilité à vérifier\|Gérard Pichot}} |

Gérard Pichot, né le 29 avril 1921 à Tourtenay (Deux-Sèvres) où il est mort le 31 août 2010, est un résistant et homme politique français. Actif dans son village natal dès le début de sa jeunesse, il participe notamment à la réception d'une cargaison d'armes parachutées. Il est arrêté en 1943, peu après son père, et déporté vers le camp de Buchenwald, puis celui de Dora, dont il revient vivant. Il participe ensuite à transmettre la mémoire de la Résistance à l'échelle locale.

## Biographie

### Jeunesse en résistance
Gérard Léonce Charles Pichot naît le 29 avril 1921 à Tourtenay, commune du Nord des Deux-Sèvres, dans une famille qui lui transmet dès son enfance des valeurs humanistes et républicaines. Ses parents, Charlotte et Léonce Pichot, sont fermiers dans le village.
Au cours de la Seconde Guerre mondiale, alors que la région est sous occupation allemande, il décide de s'engager dans la Résistance. Début 1943, alors qu'il a à peine 22 ans, il rejoint le mouvement de résistance de l'Organisation civile et militaire, aux côtés de son père Léonce Pichot et de plusieurs autres proches. Le 14 juin 1943, ils réceptionnent une cargaison d'armes, de matériel de sabotage et un émetteur radio, parachutés près de Tourtenay. L'équipement largué est caché dans une cave troglodytique,,. 

### Arrestation et déportation
Cependant, les autorités d'occupation allemandes mènent une enquête qui aboutit à l'arrestation des membres du groupe le 9 août 1943. Gérard Pichot réussit à échapper à la première vague d'arrestations, « au nez et à la barbe des Allemands », en quittant la ferme au bon moment avec une charrette. Il assiste de loin à l'arrestation de son père et ses compagnons, retourne voir sa mère et sa sœur, avant de se cacher au « Bois de la Dive », près de Ternay, pendant plusieurs jours. Mais il finit par s'inquiéter. Il revient à la ferme le 17 août pour participer aux moissons et est arrêté peu après son retour, le 19 août, par la Gestapo,. Il a probablement été dénoncé, ce qui lui a valu cette arrestation. Il dit connaître le nom du délateur mais fait le choix de ne pas le révéler.  
Il est détenu plusieurs mois à la prison de la Pierre-Levée, avant d'être envoyé au camp de transit de Compiègne-Royallieu. Il est ensuite déporté vers le camp de concentration de Buchenwald le 24 janvier 1944. Le 10 novembre 1944, Gérard Pichot est transféré au camp de Dora, aux conditions réputées très dures. Dans le camp de Dora, il fait d'abord partie du kommando chargé de la manutention des marchandises dans le tunnel — un poste très éprouvant — mais en raison d'un malentendu avec un kapo, son affectation change et il devient magasinier, ce qui améliore légèrement ses conditions de travail. Le camp est évacué début avril 1945 et Gérard Pichot retrouve finalement la France en mai 1945, en arrivant à Paris le jour de la capitulation du Troisième Reich. 

### Engagements postérieurs
De retour à Tourtenay, Gérard Pichot retrouve sa famille et s'engage civiquement et politiquement. Il est actif au sein de la Mutualité sociale agricole et du Crédit agricole, et devient même conseiller municipal puis maire de Tourtenay.
Dans les années 1980, alors qu'il avait fait le choix de parler peu de son activité de résistant jusque là, Gérard Pichot assiste, comme de nombreux autres anciens combattants et victimes de guerre, à la montée du négationnisme sur la Seconde Guerre mondiale. Cela le décide à témoigner pour faire connaître son histoire, en particulier auprès des jeunes. En 1986, il fonde avec d'autres anciens résistants et déportés le Conservatoire de la Résistance et de la Déportation des Deux-Sèvres et des régions limitrophes (CRD), qui se donne pour objectif de collecter des informations de sources diverses pour les partager au plus grand nombre. 
Gérard Pichot intervient ensuite jusqu'en 2009 au Centre régional Résistance et Liberté, créé par le CRD en 1999 puis qui fusionne avec lui en 2022,. Il fait également don de plusieurs objets pour les collections du musée, notamment l'un des parachutes ayant servi lors du largage de 1943. Il meurt le 31 août 2010, à l'âge de 89 ans, à Tourtenay.